# 정신건강의학
정신건강의학(精神健康醫學, 영어: psychiatry) 또는 신경정신의학은 정신질환을 연구하고 치료하는 의학의 한 분야이다.
18세기 이전, 이슬람 문화권은 정실 질환자를 신에게 영감받은 존재라고 여기기도 했지만, 중세 후기와 르네상스 시대로 넘어가면서 정신병 환자는 어느덧 악마에게 영혼을 판 존재로 분위기는 완전히 바뀌었다.
하지만 19세기 중반 경부터 영국과 미국에서 사용되기 시작한 정신의학은 의학과 같이 현대사회에서 점차적으로 뚜렷한 위치를 차지하게 되었다. 프로이트(Freud)는 의료행위자가 심리적인 치료기술과 정신병리학의 심리적 측면을 이해하기 위한 훈련이 부족하다고 판단하고, 비의학적 심리분석가는 있을 수 없다고 주장했고 이에 관한 다양한 이론은 정신분석학으로 발전해갔다.

## 정신의학의 분야
- 임상정신의학
- 생물정신의학
- 정신병리학
- 사회정신의학
- 정신신체의학
- 행동과학

## 사회적 인식

### 대한민국
이를 주 대상으로 하는 병.의원의 대한민국 의료법 시행규칙상 법적 명칭은 정신건강의학과이다. 이전 명칭은 신경정신과, 정신과이다.
현재 우울증의 경우 앓고 있는 사람은 약 100만 명에 달하는 걸로 추정하고 있지만 치료를 받고 있는 사람은 29만 명밖에 되지 않는 걸로 나타나고 있어 상당수가 치료를 기피하거나 치료 필요성에 대한 인식조차 하지 못하는 등으로 인해 치료를 받지 않고 있는 것으로 나타났다.

#### 원인
원인은 다음과 같다.
- 정서적 문제에 대한 대화를 금기시 하는 문화
- 정신과 치료에 대한 부정적 인식
- 정신과 진료에 대한 기록으로 인한 불이익(취업, 보험가입, 진료 기록 누출 시 타인의 부정적 인식) 걱정
- 심리 상담 치료에 대한 낮은 인식

#### 문제 해결을 위한 노력
- 신경정신의학회와 의사회는 청와대가 고위공직 예비후보자에 대한 사전질문의 항목에 정신과 진료 경험에 대한 질문 항목을 넣은 것에 대해 철회를 요구하였다.[4]
- 2011년, 부정적 이미지를 없애기 위해 이름을 "신경정신과"에서 "정신건강의학과"로 명칭을 바꾸었다.[5]

## 관련 기사
- "우울증=정신질환, 사회적 편견 개선돼야 자살 방지"《메디파나뉴스》2011-06-03

## 같이 보기
- 우울증
- 불면증
- 조울증
- 조현병
- 화병
- 무기력증
- 정신과의
- 심리학